# K77-11

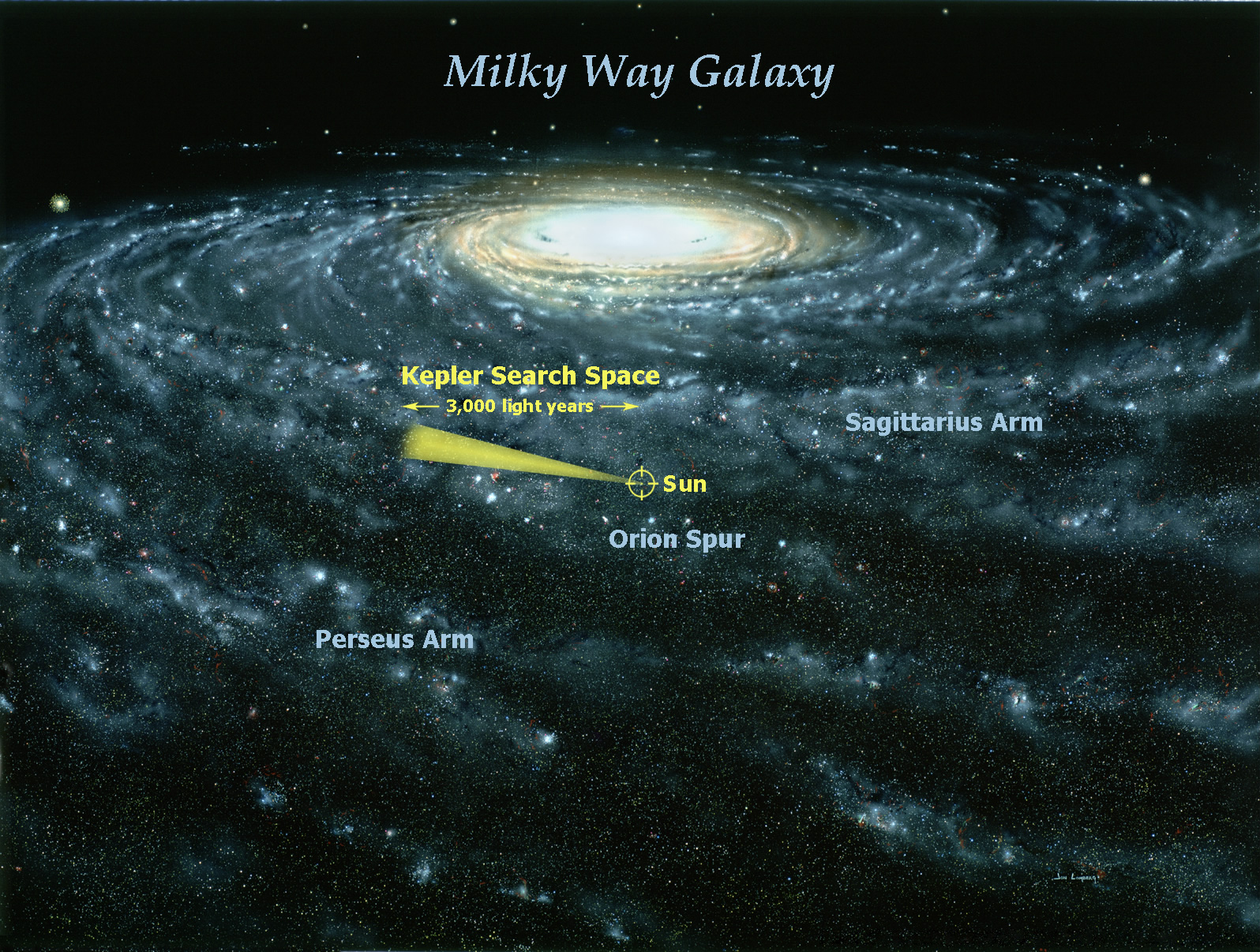
Campo de búsqueda del Kepler.

El planeta K77-11 es un exoplaneta análogo terrestre cercano, en la constelación de Cygnus. Tiene 1,3 radios terrestres de tamaño y recibe niveles similares de radiación de su estrella que la Tierra recibe del Sol.
Fue descubierto por la nave espacial Kepler, en 2017.